# 木村哲昌
木村哲昌（1972年1月24日—），已退役日本足球運動員，前任SC相模原及VONDS市原主教練。

## 外部連結
- 日本職業足球聯賽中的Player statistics （日語）
- J联赛中的Manager statistics（日語）